# عبدالحفیظ منصور
عبدالحفیظ منصور (زاده ۱۳۴۳ در پنجشیر)، نماینده مردم کابل در دوره شانزدهم مجلس نمایندگان افغانستان بود.

## زندگینامه و پیشینه
عبدالحفیظ منصور فرزند محمدحسین، در سال ۱۳۴۳ خورشیدی در ولسوالی رخه ولایت پنجشیر متولد گردیده‌است. او تحصیلات را در آموزشگاه مجاهد پاکستان به اتمام رسانیده و لیسانس/کارشناسی ژورنالیزم را در سال ۱۳۷۵ خورشیدی از دانشگاه کابل بدست آورده‌است. منصور سی سال تجربه روزنامه‌نگاری دارد، بعد از سقوط طالبان سرپرست وزارت اطلاعات و فرهنگ بود و مدیر مسئول هفته نامه پیام مجاهد، رئیس خبرگزاری باختر و رئیس رادیو و تلویزیون، ایفای وظیفه کرده‌است. عبدالحفیظ منصور نمایندهٔ مردم کابل در دوره شانزدهم مجلس نمایندگان افغانستان بود.

## حمایت ازعبدالله عبداللهدر انتخابات
عبدالحفیظ منصور در انتخابات ریاست‌جمهوری افغانستان (۱۳۹۳) از عبدالله عبدالله حمایت کرد.